# Shanghai Disney Resort

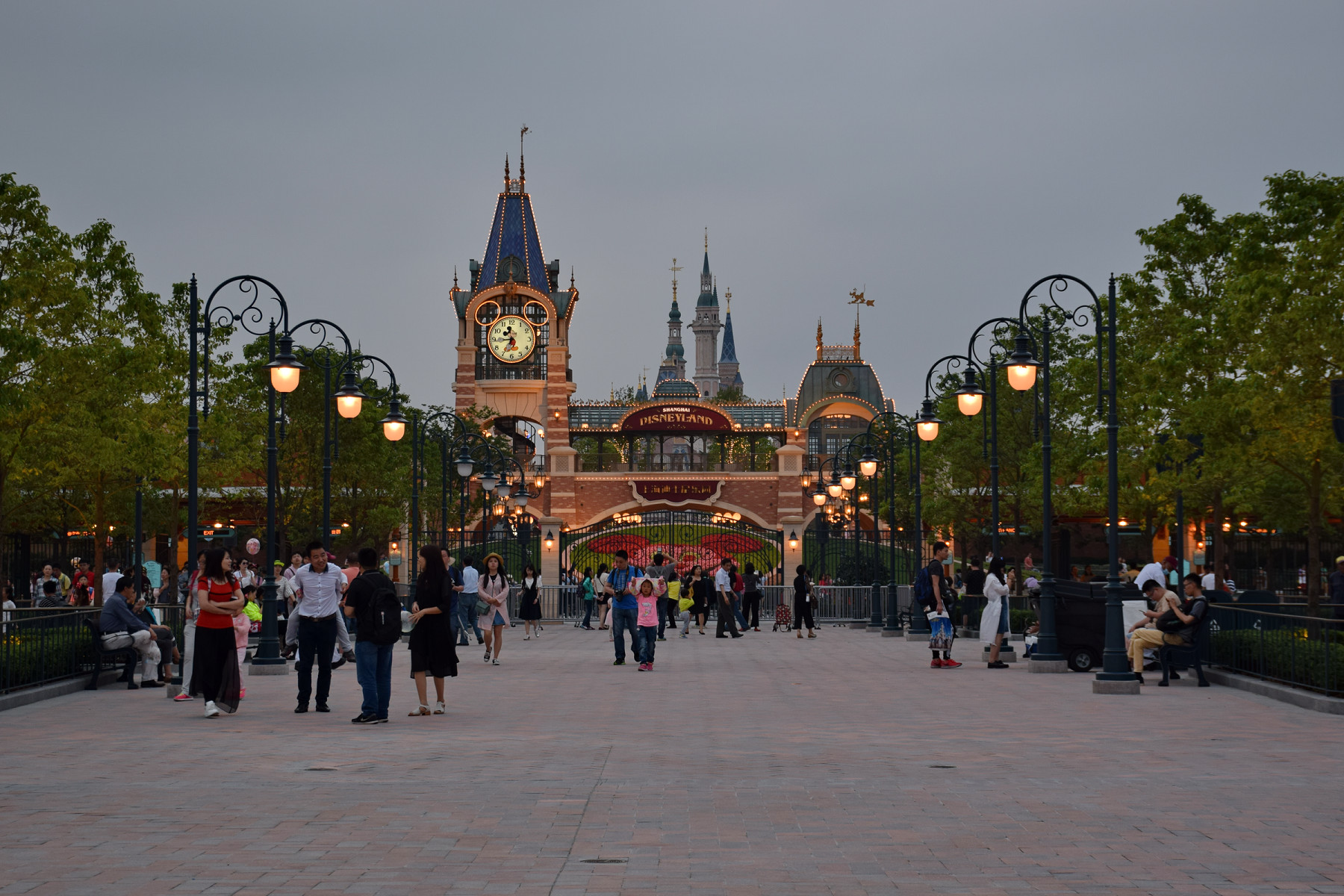
De ingang van Shanghai Disneyland

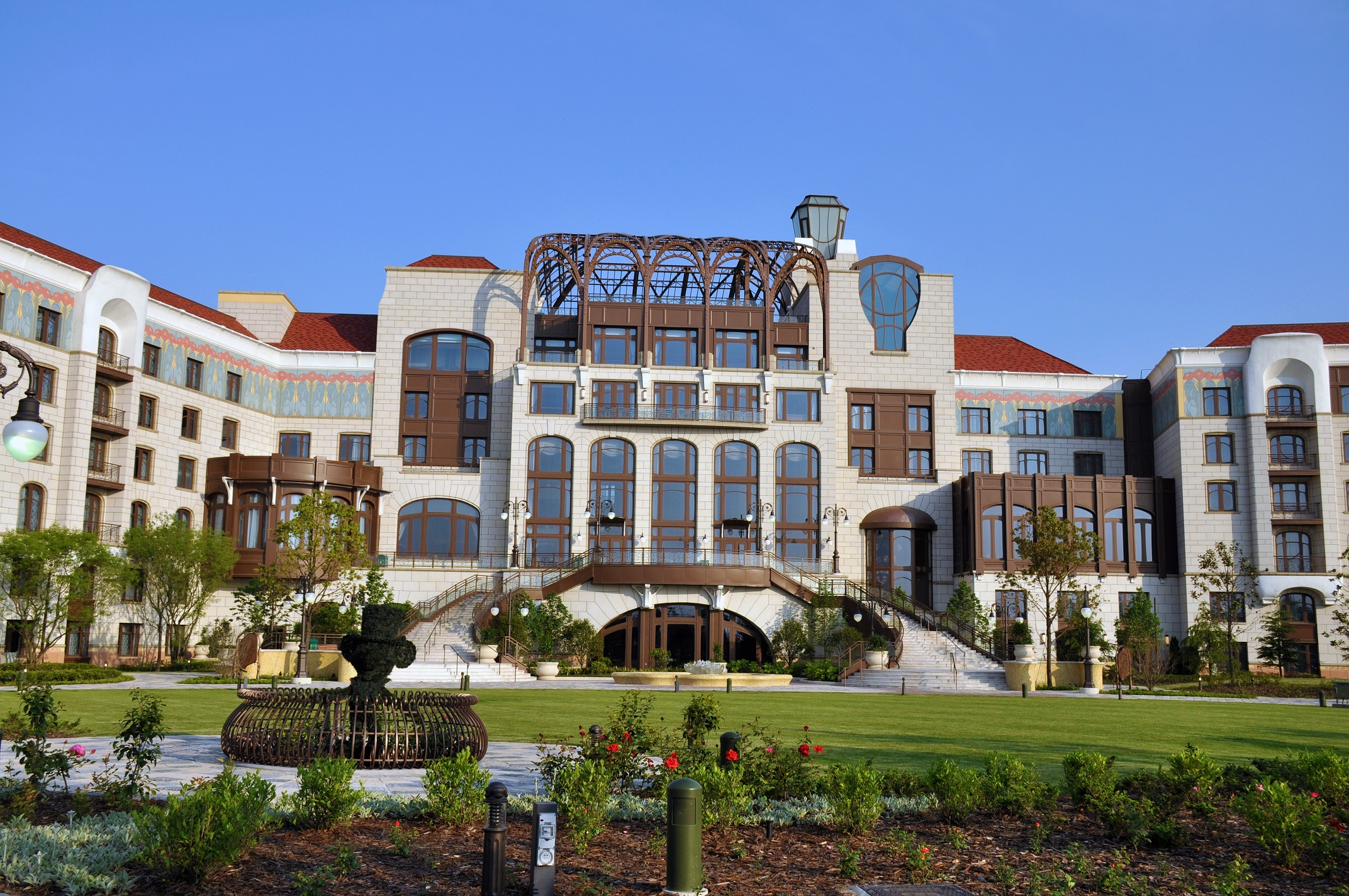
Het Shanghai Disneyland Hotel

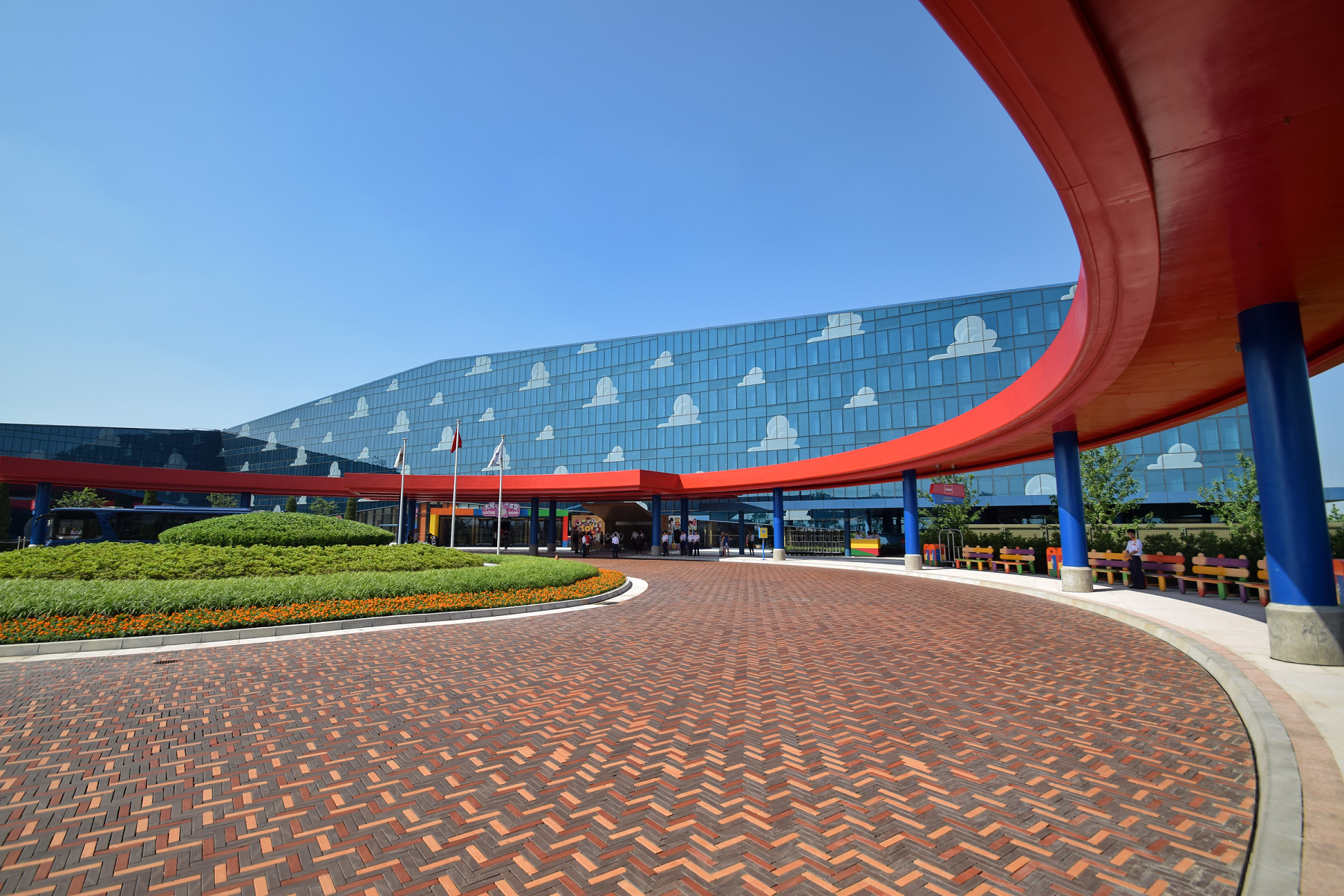
Het Toy Story Hotel

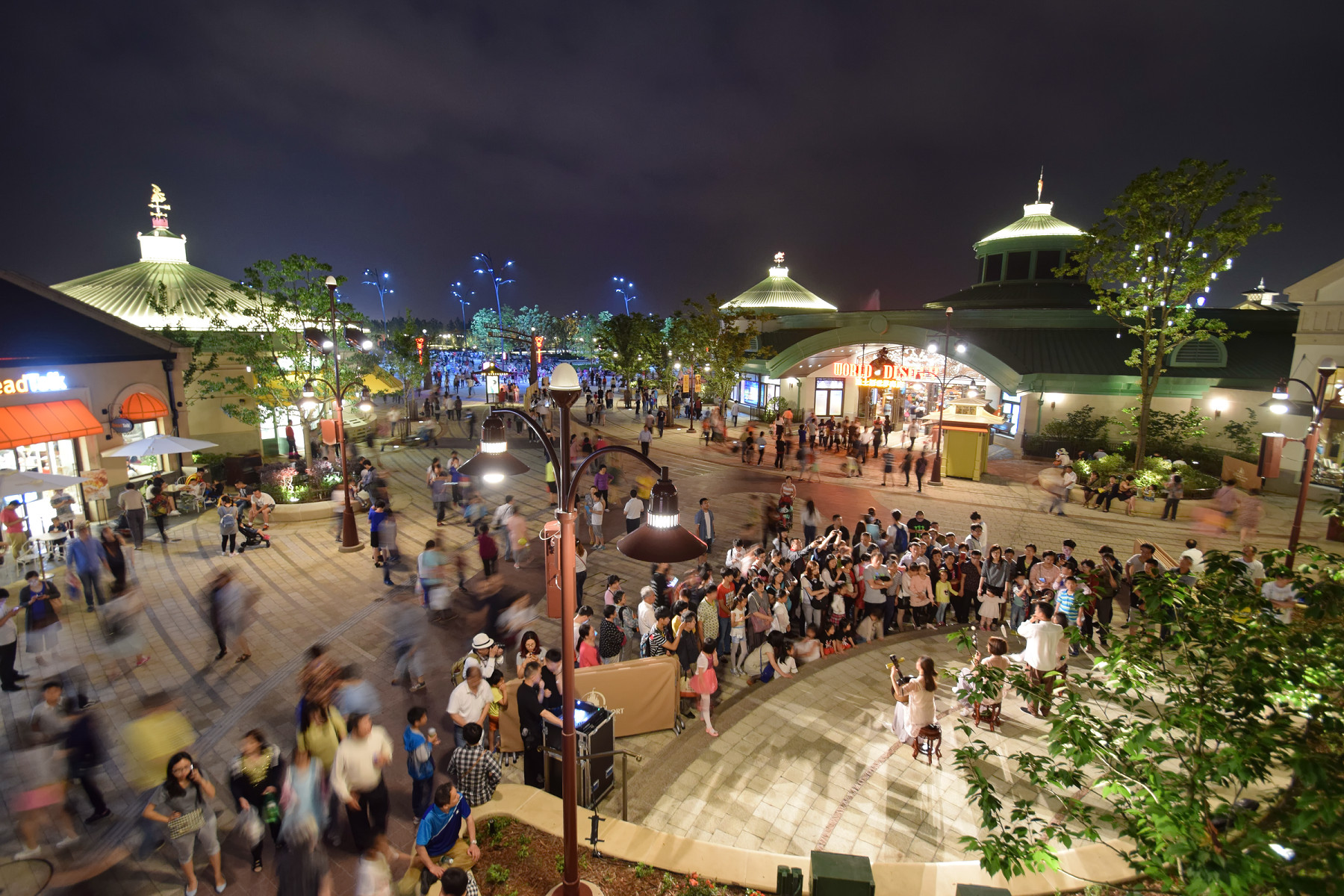
Disney Town

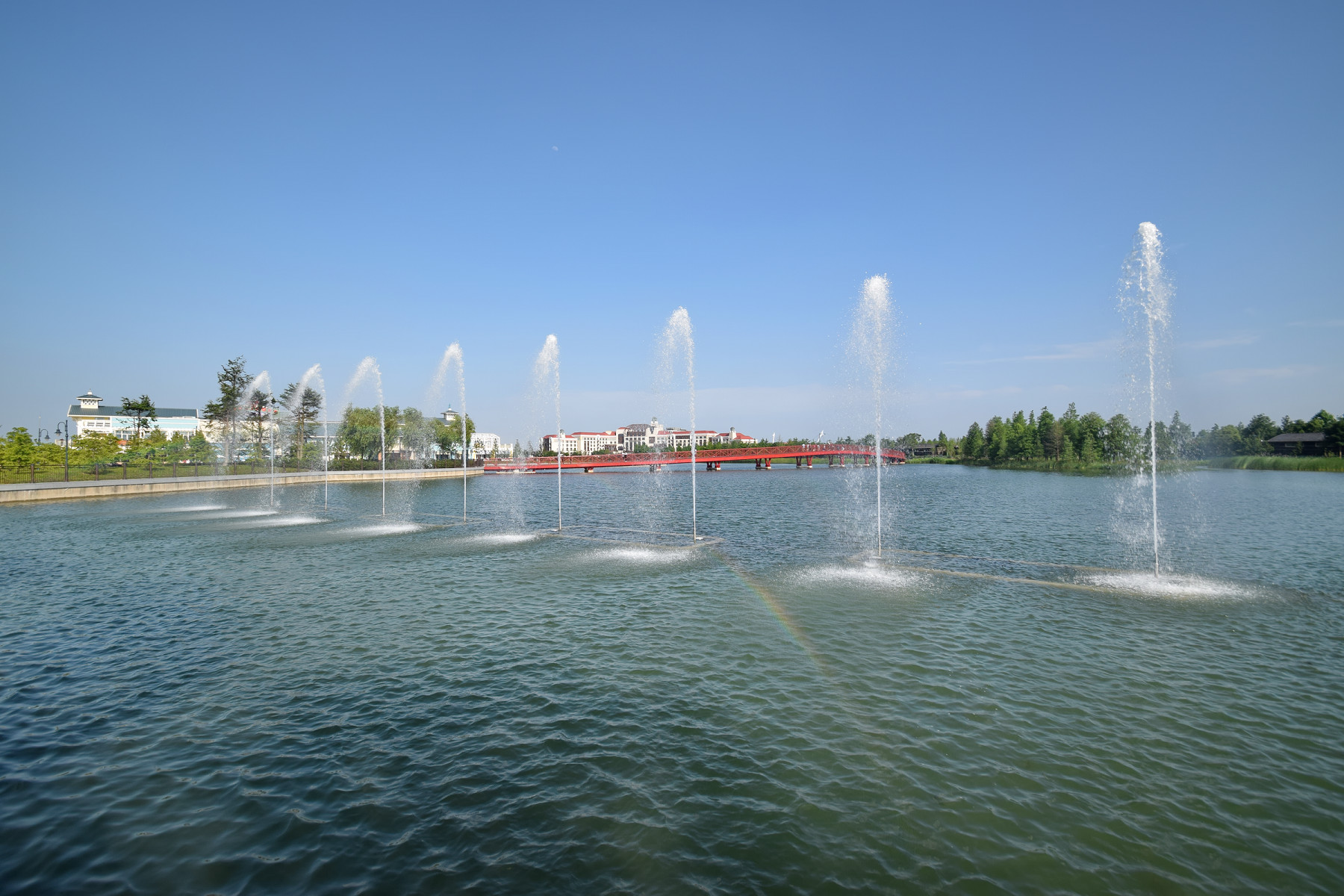
Het Wishing Star Park

Shanghai Disney Resort (Mandarijn: 上海迪士尼度假區) is een Disney-resort in Shanghai in de Volksrepubliek China, dat geopend werd op 16 juni 2016. Het resort bestaat uit één attractiepark (Shanghai Disneyland), één uitgaansgebied (Disneytown), één wandelpark (Wishing Star Park) en twee resort-hotels.
Dit resort is na Tokyo Disney Resort en Hong Kong Disneyland Resort het derde joint venture-resort dat Disney heeft geopend in Azië. Het park wordt uitgebaat door de Shanghai Shendi Group en de The Walt Disney Company.

## Geschiedenis
In 2001 waren er de eerste gesprekken over een Disney-park in Shanghai. Het plan werd echter tijdelijk aan de kant geschoven door de opening van Hong Kong Disneyland Resort in 2005. Op 11 augustus 2006 kwamen er meer details over het Shanghaise resort. Het nieuwe resort zou 14,25 km² groot worden (vier keer groter dan dat in Hongkong) en zou een totale kostprijs hebben van $3,75 miljard (€3,33 miljard). Toen werd ook de naam van het pretpark bekendgemaakt: Shanghai Disneyland. De opening was toen nog gepland voor 2013, net na Expo 2010.
Op 2 april 2011 kondigde de pers aan dat de bouw zou beginnen op 8 april 2011. Op die dag werd er een officieel persbericht verstuurd waarover gepraat werd over een resort met één themapark (Shanghai Disneyland), een entertainmentgebied (Disneytown) en twee hotels en een opening in 2016.
Het Chinese bedrijf Shanghai Pudong Road maakte op 17 januari 2012 bekend dat het $316 miljoen zal investeren in nieuwe snelwegen richting het Shanghai Disney Resort. Op 30 maart 2012 ging de zoektocht naar geschikt personeel van start.
Op 21 januari 2014 ontkende Disney de geruchten rond een 4-sterren hotel in het nieuwe resort. Enkele dagen later, op 27 februari 2014 werd bekendgemaakt dat er een contract getekend is tussen Pepsi en zijn Chinese partner Tingyi Holding over de verkoop van drank in het Shanghai Disney Resort. Hiermee is dit resort het enige Disney-resort ter wereld dat niet samenwerkt met Coca-Cola. Disney kondigde op 28 april 2014 aan dat het $800 miljoen extra investeert in meer attracties voor Shanghai Disneyland. Sinds 1 augustus 2014 is Philippe Gas benoemd als CEO van het Shanghai Disney Resort. Daarvoor was hij jarenlang CEO van Disneyland Paris.
Lijn 11 van de metro van Shanghai werd op 15 september 2014 verlengd naar het Shanghai Disney Resort. Op 2 februari 2015 werd de openingsdatum uitgesteld van eind 2015 naar midden 2016. Enkele weken later werd het budget verhoogd met $5,5 miljard in plaats van $4 miljard om de opening van het resort niet opnieuw te moeten uitstellen en voor de bouw van meer attracties. Op 20 mei 2015 werd het hoogste punt bereikt bij de bouw van het Enchanted Storybook Castle.
Op 12 januari 2016 ging de officiële website van het resort online en werd ook de openingsdatum bekendgemaakt. De ticketverkoop ging op 28 maart 2016 van start. Uiteindelijk werd het resort dan officieel geopend op 16 juni 2016.

## Opzet

### Themaparken

#### Shanghai Disneyland
Het eerste en voorlopig nog enige themapark van het resort en het eerste Disney-park dat qua vorm niet gebaseerd is op het Disneyland Park van het originele Disneyland. Hier staat het grootste en hoogste kasteel van alle Disney-themaparken.